# Транспозиция магистральных сосудов
Транспозиция магистральных сосудов (артерий) — ТМС (ТМА) —представляет собой врождённый критический порок сердца, при котором наблюдается аномалия желудочково-артериального соединения, при этом аорта отходит от морфологически правого желудочка и несет венозную кровь к тканям организма, а легочная артерия — от морфологически левого желудочка и несет артериальную кровь к лёгким. При данной патологии наблюдаются нормальные (конкордантные) соединения полых вен с правым предсердием, легочных вен — с левым предсердием, и предсердий — с желудочками. ТМС считается шестым по распространенности врожденным пороком сердца (4.7 % о всех случаев ВПС) и вторым по распространенности, встречающимся в раннем младенчестве. Чаще наблюдается у мальчиков.
Впервые порок был описан в 1797 году английским хирургом и патологом M. Baillie.

## Классификация
Выделяют 4 основные подгруппы полной транспозиции магистральных артерий:
- Транспозиция магистральных артерий с интактной межжелудочковой перегородкой или с её рестриктивным дефектом (60 % всех случаев).
- Транспозиция магистральных артерий с нерестриктивный дефектом межжелудочковой перегородки (20 % всех случаев).
- Транспозиция магистральных артерий с дефектом межжелудочковой перегородки и обструкцией выходного тракта левого желудочка (15 % всех случаев).
- Транспозиция магистральных артерий с интактной межжелудочковой перегородкой и обструкцией выходного тракта левого желудочка (5 % всех случаев).

## Ассоциированные аномалии
У большинства младенцев с полной ТМА встречаются сопутствующие пороки, чаще других — открытое овальное окно и открытый артериальный проток. В половине случаев встречается дефект межжелудочковой перегородки (ДМЖП), однако в 30 % случаев он является гемодинамически незначительным и его закрытие происходит уже на первом году жизни. Сужение выводного протока левого желудочка (стеноз легочной артерии) встречает у 25 % больных, чаще носит динамический характер в связи с смещением межжелудочковой перегородки влево в связи с повышенным системным давлением в правом желудочке и может исчезнуть через пару недель. Анатомический клапанный или подклапанный стеноз легочной артерии встречается значительно реже, в основном, связан с образованием тканевых бляшек, аневризмы мембранной части межжелудочковой перегородки и т. д.

## Клиническая картина
При транспозиции магистральных сосудов наблюдается аномальное отхождение аорты от правого желудочка, а лёгочного ствола от левого желудочка. Нормальное их расположение обратное. При полной транспозиции аорта отходящая от правого желудочка сердца несёт венозную кровь, которая, пройдя по артериям, капиллярам, венам, вновь возвращается в правое предсердие и правый желудочек. Лёгочная артерия несёт кровь из левого желудочка в легкие и обратно в левое предсердие. Таким образом, большой и малый круги не сообщаются друг с другом. В большом круге кровообращения циркулирует венозная кровь, не обогащённая кислородом.
Такое состояние несовместимо с жизнью. Жизнь больного зависит от наличия отверстия между предсердиями или между желудочками. Обычно этого сообщения бывает недостаточно. И организм пытается это компенсировать путём увеличения объёма крови, выбрасываемой желудочками, что приводит к перегрузке сердца и в конечном итоге к сердечной недостаточности.
Этот врождённый порок сердца является одним из самых тяжёлых и самых распространенных из пороков сердца, сопровождающихся цианозом (синюшностью).
Полную транспозицию в период беременности обнаружить сложно. На УЗИ сердце будет выглядеть нормальным, четырехкамерным, от него будут отходить два сосуда. Диагностическим критерием порока в данном случае может стать параллельный ход главных артерий, в норме перекрещивающихся, а также визуализация крупного сосуда, который берет начало в левом желудочке и делится на 2 ветви — легочные артерии.
С первых дней жизни у ребёнка возникает резкий цианоз всего тела. Общее состояние в первые дни удовлетворительное. Потом постепенно развивается увеличение размеров сердца. Появляются одышка, учащение пульса. Увеличивается печень. Возникают отеки. Над областью сердца выслушивается систолический шум. На электрокардиограмме выявляется нагрузка на правые отделы сердца, реже на левые. На рентгенограмме находят изменения в лёгких, увеличенные размеры сердца, сердце в виде «яйца». При ангиографии определяется отхождение аорты от правого желудочка, а лёгочной артерии от левого.

## Лечение
Единственным способом лечения порока является операция. В качестве коррекции этой патологии используются 2 метода.

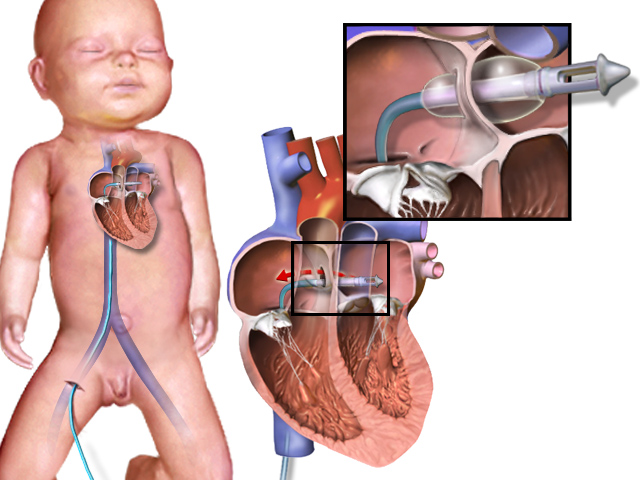
An illustration depicting a rashkind procedure.

Первый метод — Балонная атриосептостомия (процедура Рашкинда). Суть ее сводится к тому, что в открытое овальное окно вводится катетер с баллоном, который раскрывают, разрывая межпредсердную перегородку и увеличивая дефект в диаметре. Это необходимо для того, чтобы увеличить объем проходящей через дефект венозной крови. Процедура выполняется эндоваскулярно под рентген-контролем.
Эффективность процедуры Рашкинда временная, она улучшает состояние ребенка на какой-то период и позволяет подготовиться к основному методу хирургического вмешательства.
Более эффективным методом лечения является устранение порока, то есть хирургическое перемещение аорты и соединение ее со «своим» левым желудочком (она отходит от правого вместе с коронарными артериями), а легочной артерии — с правым желудочком.
Вмешательство проводят открытым способом, под общим наркозом, с помощью аппарата искусственного кровообращения, продолжительность — от полутора-двух часов и более, в зависимости от сложности порока.
После того, как малыш погружен в наркоз, хирург рассекает ткани грудной клетки и достигает сердца. Открыв путь к магистральным артериям и сердцу, врач отсекает оба сосуда несколько выше их прикрепления, примерно посередине длины. В устье легочной артерии подшиваются коронарные, затем сюда же «возвращают» аорту. Легочную артерию фиксируют к участку аорты, оставшемуся на выходе из правого желудочка, с помощью фрагмента перикарда.
Оптимальным сроком для проведения лечения считается первые неделя-две жизни. Если операцию произвести позже рекомендованного срока, то левый желудочек будет не готов к тому, что придется перекачивать кровь в большой круг кровообращения.
В случае, если время упущено, хирург может назначить другой метод коррекции, суть которого — исправить гемодинамику или подготовить левый желудочек к стандартной операции артериального переключения. В данном случае, выполняется операция суживания легочной артерии с формированием подключично — легочного шунта либо в случаях позднего обращения и ослабления левого желудочка и/или в сочетании с патологией клапана легочной артерии — операция Сеннинга (предсердное переключение). В некоторых случаях если классическая операция артериального переключения выполняется не в срок могут потребоваться экстрокорпоральные (искусственные) методы поддержания работы и адаптации сердца к новым условиям.